# Amicita
La amicita es un mineral silicato de la familia de las zeolitas, descrito  en 1979 a partir de ejemplares obtenidos en la cantera Höwenegg, en Immendingen, Hegau, en el estado alemán de Baden-Württemberg, que consecuentemente es su localidad tipo. El nombre es un homenaje al físico italiano Giovanni Battista Amici. 
Aparece como pequeños cristales incoloros, formados por los prismas rómbicos {110} y {001}, combinados de tal forma que el cristal aparenta ser una dipirámide. Es un mineral muy raro, conocido solamente en cuatro localidades en el mundo, la localidad tipo, las minas Vostochnyi y Kirovskii en el macizo de Chibiny, región de Murmansk (Rusia), de donde proceden los mayores cristales conocidos, y también la cantera de Las Urracas, en el volcán El Arzollar, Campo de Calatrava (Ciudad Real). Además de estar poco difundido, es muy escaso en las cuatro localidades citadas. 